# God Save the Animals
| Совокупная оценка | Совокупная оценка |
| Источник          | Оценка            |
| ----------------- | ----------------- |
| AnyDecentMusic?   | 8.2/10            |
| Metacritic        | 86/100            |
| Оценки критиков   |                   |
| Источник          | Оценка            |
| AllMusic          | [ 3 ]             |
| Clash             | 8/10              |
| Exclaim!          | 9/10              |
| NME               | [ 6 ]             |
| Pitchfork         | 8.4/10            |

God Save the Animals — девятый студийный альбом американского музыканта Alex G, вышедший 23 сентября 2022 года на независимом лейбле Domino Recording Company. Продюсерами были сам Alex G и Джейкоб Портрейт.

## История
О выходе альбома было объявлено 21 июня 2022 года одновременно с выпуском второго сингла с альбома «Runner». Первый сингл с альбома «Blessing» был выпущен 23 мая 2022 года, до анонса альбома. Третий сингл «Cross the Sea» был выпущен 26 июля 2022 года. Четвёртый сингл «Miracles» был выпущен 8 сентября 2022 года.
19 июля 2022 года Alex G исполнил сингл «Runner» на «Вечернем шоу Джимми Фэллона».

## Запись
God Save the Animals был записан в Headroom Studios, Spice House и доме Алекса в Филадельфии, а также в SugarHouse в Нью-Йорке, Clubhouse в Райнбеке, Нью-Йорк, Gradwell House Recording в Хэддон-Хайтс, Нью-Джерси, и Watersong Music в Боудойнхэме, Мэн. Альбом был спродюсирован Alex G и Jacob Portrait.

## Отзывы
Альбом получил положительные отзывы музыкальной критики и интернет-изданий. Он получил 86 из 100 баллов на интернет-агрегаторе Metacritic.
Уилл Ричардс из NME дал альбому идеальную пятизвездочную оценку, высоко оценив его «новообретённую ясность и уязвимость» и написав, что он «ещё раз подтверждает его место как одного из самых неизменно блестящих авторов песен своего поколения». В рецензии в Beats Per Minute Джон Амен дал альбому оценку 85 %, отметив, что в God Save the Animals подходы к подакшну занижены по сравнению с теми, которые использовались в предыдущей работе, но все же точно воспроизведены. Что выделяется — заметно и беззастенчиво — это безупречно созданные и неотразимо исполненные песни Алекса". Аарон Мук из Chorus.fm написал, что он «Настоятельно рекомендую» альбом, и отметил альбом так как он «делает именно то, что должны делать большинство новых альбомов: он берёт лучшие аспекты прошлой работы Alex G… и чудесным образом сплетает их во что-то новое». Альбом богат деталями, которые становятся все более полезными с каждым прослушиванием, что делает God Save the Animals не только претендентом на звание альбома года, но и одной из лучших работ в карьере автора песен".

### Итоговые списки
| Публикация         | Список                              | Ранг | Ссылка |
| ------------------ | ----------------------------------- | ---- | ------ |
| The A.V. Club      | The 30 best albums of 2022          | 23   | [ 21 ] |
| Billboard          | The 50 Best Albums of 2022          | 37   | [ 22 ] |
| Exclaim!           | 50 Best Albums of 2022              | 4    | [ 23 ] |
| The New York Times | Best Albums of 2022: Lindsay Zoladz | 4    | [ 24 ] |
| NME                | The 50 best albums of 2022          | 33   | [ 25 ] |
| NPR Music          | The 50 Best Albums of 2022          | 12   | [ 26 ] |
| Paste              | The 50 Best Albums of 2022          | 2    | [ 27 ] |
| Pitchfork          | The 50 Best Albums of 2022          | 10   | [ 28 ] |
| Rolling Stone      | The 100 Best Albums of 2022         | 27   | [ 29 ] |
| Stereogum          | The 50 Best Albums of 2022          | 6    | [ 30 ] |

## Список композиций
Слова и музыка всех песен — Alex Giannascoli.
| №                   | Название                | Длительность |
| ------------------- | ----------------------- | ------------ |
| 1.                  | «After All»             | 3:19         |
| 2.                  | «Runner»                | 2:36         |
| 3.                  | «Mission»               | 3:05         |
| 4.                  | «S.D.O.S»               | 2:50         |
| 5.                  | «No Bitterness»         | 3:38         |
| 6.                  | «Ain't It Easy»         | 2:54         |
| 7.                  | «Cross the Sea»         | 3:36         |
| 8.                  | «Blessing»              | 3:05         |
| 9.                  | «Early Morning Waiting» | 4:03         |
| 10.                 | «Immunity»              | 3:50         |
| 11.                 | «Headroom Piano»        | 2:53         |
| 12.                 | «Miracles»              | 3:44         |
| 13.                 | «Forgive»               | 4:26         |
| Общая длительность: | Общая длительность:     | 43:59        |

## Позиции в чартах
| Чарт (2022)                                  | Высшая позиция |
| -------------------------------------------- | -------------- |
| Австралия (Australian Digital Albums, ARIA)  | 41             |
| Австралия (Physical Albums, ARIA)            | 40             |
| Новая Зеландия (RMNZ)                        | 38             |
| Шотландия (Scottish Albums Chart)            | 44             |
| Великобритания (UK Digital Albums Chart)     | 54             |
| Великобритания (UK Independent Albums Chart) | 13             |
| США (Billboard 200)                          | 144            |
| США (Billboard Independent Albums)           | 23             |
| США (Billboard Top Alternative Albums)       | 16             |
| США (Billboard Top Rock Albums)              | 23             |